# Вальгейр Вальгейрссон
Вальгейр Вальгейрссон (исл. Valgeir Valgeirsson; род. 22 сентября 2002) — исландский футболист, полузащитник шведского «Эребру».

## Клубная карьера
Является воспитанником «Коупавогюра». В его основном составе впервые сыграл 20 июня 2018 года в матче первой лиги с «Ньярдвиком», появившись на последних минутах основного времени встречи. По итогам сезона вместе с командой занял второе место в турнирной таблице и вышел в Избранную лигу. 27 апреля 2019 года дебютировал в чемпионате Исландии в игре первого тура против «Хабнарфьордюра». В октябре 2020 года на правах аренды на сезон перешёл в английский «Брентфорд», где присоединился к молодёжной команде клуба. По окончании аренды вернулся в «Коупавогюр».
29 июля 2022 года перешёл в шведский «Эребру», с которым заключил многолетний контракт. Первую игру за новый клуб провёл 3 августа в Суперэттане против «Броммапойкарны».

## Карьера в сборной
Выступал за юношеские сборные Исландии различных возрастов. В ноябре 2020 года был впервые вызван в молодёжную сборную на отборочные матчи чемпионата Европы с Италией, Ирландией и Арменией.

## Клубная статистика
| Выступление      | Выступление      | Выступление      | Лига | Лига | Кубки | Кубки | Конт. кубки | Конт. кубки | Итого | Итого |
| Клуб             | Лига             | Сезон            | Игры | Голы | Игры  | Голы  | Игры        | Голы        | Игры  | Голы  |
| ---------------- | ---------------- | ---------------- | ---- | ---- | ----- | ----- | ----------- | ----------- | ----- | ----- |
| Коупавогюр       | Первая лига      | 2018             | 2    | 0    | 0     | 0     | 0           | 0           | 2     | 0     |
| Коупавогюр       | Избранная лига   | 2019             | 20   | 3    | 1     | 0     | 0           | 0           | 21    | 3     |
| Коупавогюр       | Избранная лига   | 2020             | 15   | 4    | 2     | 0     | 0           | 0           | 17    | 4     |
| Коупавогюр       | Избранная лига   | 2021             | 21   | 1    | 3     | 0     | 0           | 0           | 24    | 1     |
| Коупавогюр       | Первая лига      | 2022             | 8    | 1    | 1     | 0     | 0           | 0           | 9     | 1     |
| Коупавогюр       | Итого            | Итого            | 66   | 9    | 7     | 0     | 0           | 0           | 73    | 9     |
| Эребру           | Суперэттан       | 2022             | 12   | 1    | 1     | 0     | 0           | 0           | 13    | 1     |
| Эребру           | Суперэттан       | 2023             | 24   | 3    | 3     | 0     | 0           | 0           | 27    | 3     |
| Эребру           | Суперэттан       | 2024             | 13   | 1    | 3     | 0     | 0           | 0           | 16    | 1     |
| Эребру           | Итого            | Итого            | 49   | 5    | 7     | 0     | 0           | 0           | 56    | 5     |
| Всего за карьеру | Всего за карьеру | Всего за карьеру | 115  | 14   | 14    | 0     | 0           | 0           | 129   | 14    |